# ハウス物流サービス
ハウス物流サービス株式会社（ハウスぶつりゅうサービス、英文名称House Logistics Service Corporation.）は、ハウス食品グループの物流会社である。

## 事業内容
主にハウス食品及びそのグループ企業の工場内荷役や受注事業などを行っている。

## 沿革
- 1970年8月 - ハウス配送株式会社として、奈良県大和郡山市に設立。
- 1970年9月 - ハウス食品奈良工場の輸送業務・構内荷役業務受託。以降、順次ハウス食品及びグループ企業の事業所の物流業務を受託。
- 1972年12月 - 本社を大阪府東大阪市へ移転。
- 1997年7月 - 千葉県習志野市に、子会社「ハイネット」設立。ハウス食品子会社のデリカシェフがコンビニエンスストア向けに製造したパン類の配送業務を行う。
- 1999年4月 - ハウス物流サービス株式会社に社名変更。
- 2015年 - ハウス食品グループ本社と味の素、カゴメ、ミツカン、日清オイリオグループ、日清フーズは食品企業物流プラットフォームの構築に合意[3]
- 2019年4月1日 - ハウス物流サービスの事業のうち工場内荷役や受注事業を除く業務を、味の素物流を存続会社とするF-LINE株式会社に統合[2]